# Water Boys
Water Boys (ウォーターボーイズ?, Wōtā Bōizu) è un dorama stagionale estivo in 11 puntate andato in onda su Fuji TV nel 2003, ideale seguito dell'omonimo film di due anni prima, ma con un cast diverso.

## Trama
Tutti pensavano che questa pratica sportiva dovesse essere generalmente riservata alle ragazze; ebbene, i nostri 5 studenti sono riusciti a rovesciar quest'idea fasulla, prendendo molto sul serio la sfida di creare una squadra maschile. Riescono a trasmettere il loro entusiasmo a molti che all'inizio si consideravano perfettamente estranei a tale sport cambiando infine le idee di molti.
I ragazzi protagonisti, un nuovo gruppo di giovani che frequentano lo stesso liceo, si incontrano: sono tutti membri del club di nuoto.
La serie racconta le quotidiane difficoltà via via che si esercitano nel nuoto sincronizzato, loro grande passione, il tutto accompagnato da varie vicende e incroci sentimentali, dando vita all'ambiente in cui si trovano a vivere con la loro simpatia e schiettezza.

## Protagonisti
- Takayuki Yamada - Kankuro Shindo
- Mirai Moriyama - Norio Tatematsu
- Eita Nagayama - Tanaka Masatoshi
- Yūma Ishigaki - Takahara Go
- Tomoya Ishii - Futoshi Ishizuka
- Mao Miyaji - Asako Ohnishi
- Yu Kashii - Kyoko Hanamura
- Kei Tani - Preside Ozaki
- Akira Fuse - Dirigente scolastico Yamaoka
- Tetta Sugimoto - Mr. Sugita, allenatore del club di nuoto
- Kaori Manabe - Mrs. Sakuma, allenatrice del club di nuoto sincronizzato femminile
- Maiko Kikuchi - Shizuka Onogawa
- Kazuyuki Asano - Kanichi Shindo
- Akira Emoto - Mama-san
- Yukiko Ikari - Hitomi Shindo
- Naomi Nishida - un giornalista (ep. 1)
- Hitomi Takahashi - Miwako Shindo
- Naoto Takenaka - Mr. Isomura
- Hiroshi Tamaki - Katsumasa Sato
- Kei Tanaka - Yasuda
- Yu Tokui - Chii-mama
- Takanori Kawamoto - Kawashima
- Dai Watanabe - amico di Takahara (ep. 11)
- Norito Yashima - Kiyomasa Isomura
- Meikyo Yamada - il sindaco
- Sakiko Takao - (ep. 7)
- Eiki Kitamura - il bagnino (ep. 8)

### Partecipanti della squadra di nuoto sincronizzato
- Reo Katayama - Kitajima Daichi
- Kei Tanaka - Yasuda
- Yosuke Fujisawa
- Yu Arakawa
- Koki Kato
- Tenma Nozaki
- Takahiro Hojo
- Hidemasa Shiozawa
- Tatsuya Isaka
- Hiroyuki Hamada
- Atsushi Abe
- Hiroki Ebata
- Gen Hoshino
- Yuki Tsujimoto
- Kosho Jinfuku
- Tomohito Wakizaki
- Yota Hiraizumi
- Ichitaro
- Shintaro Chikada
- Takeuchi Taiyo
- Takanori Kawamoto
- Atsushi Sekita
- Takashi Hyuga
- Nobuyuki Namiki
- Isanori Washizu
- Shinichiro Shin
- Ryotaro Kanehara

## Episodi
| Nº | Titolo internazionale Giapponese 「Kanji」 - Rōmaji                                                                     | In onda          | In onda |
| Nº | Titolo internazionale Giapponese 「Kanji」 - Rōmaji                                                                     | Giapponese       |         |
| 1  | Synchronized Swimming for Boys!? 「男のシンクロ!?」 - Otoko no shinkuro!?                                               | 1º luglio 2003   |         |
| 2  | Synchro in danger!? 「シンクロ危うし!?」 - Shinkuro abunau shi!?                                                        | 8 luglio 2003    |         |
| 3  | Newly formed group! Synchronized Swimming Club 「祝結成! シンクロ同好会」 - Shuku kessei! shinkuro dōkōkai              | 15 luglio 2003   |         |
| 4  | Synchro Performance 「シンクロ公演決行」 - Shinkuro kōen kekkō                                                          | 22 luglio 2003   |         |
| 5  | Synchro Summer Training Camp 「シンクロ夏合宿!」 - Shinkuro natsugasshuku!                                              | 29 luglio 2003   |         |
| 6  | Inter-school Sports Competition of Tears 「涙のインターハイ」 - Namida no intahai                                       | 5 agosto 2003    |         |
| 7  | Longing towards Synchro 「シンクロへの想い」 - Shinkuro heno omoi                                                       | 12 agosto 2003   |         |
| 8  | It's Summer! The Sea! The Sharkmen 「夏だ! 海だ! サメ男だ!」 - Natsu da! umi da! same otoko da!                         | 19 agosto 2003   |         |
| 9  | The group won't be disbanded 「解散なんかしない」 - Kaisan nankashinai                                                  | 26 agosto 2003   |         |
| 10 | The 32 who conjure up a miracle 「32人が起こす奇跡」 - 32 nin ga oko su kiseki                                          | 2 settembre 2003 |         |
| 11 | The Boys' Synchro Performance, the best tears! 「男のシンクロ公演 最高の涙!」 - Otoko no shinkuro kōen saikō no namida! | 9 settembre 2003 |         |